# Ofensywa talibów w Afganistanie (2021)
Ofensywa talibów w Afganistanie – ofensywa bojowników Talibanu w Afganistanie w 2021, która doprowadziła 15 sierpnia 2021 do upadku władz w Kabulu.

## Tło
29 lutego 2020 delegacje Talibanu i Stanów Zjednoczonych podpisały w Dosze (stolicy Kataru) porozumienie, w myśl którego zagraniczne wojska interwencyjne miały stopniowo wycofać się z Afganistanu. Donald Trump zapowiadał wycofanie wojsk USA z Afganistanu w ciągu 14 miesięcy, lecz kolejny prezydent Joe Biden przedłużył ten termin do końca 31 sierpnia 2021.
W 2021 roku liczebność talibów szacowano na 85 tysięcy „mudżahedinów”.

## Przebieg wydarzeń

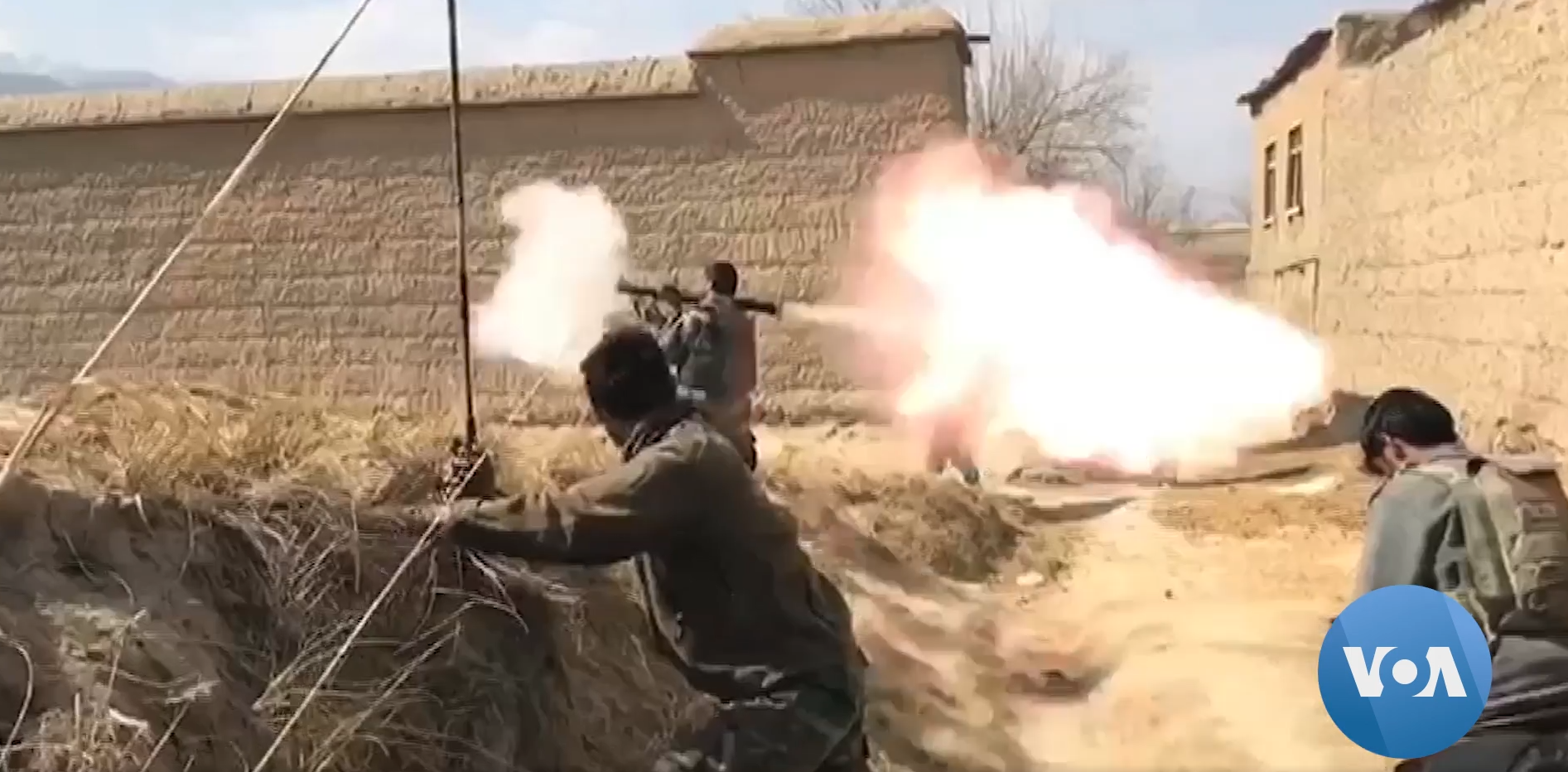
Afgańscy żołnierze w boju, 2021.

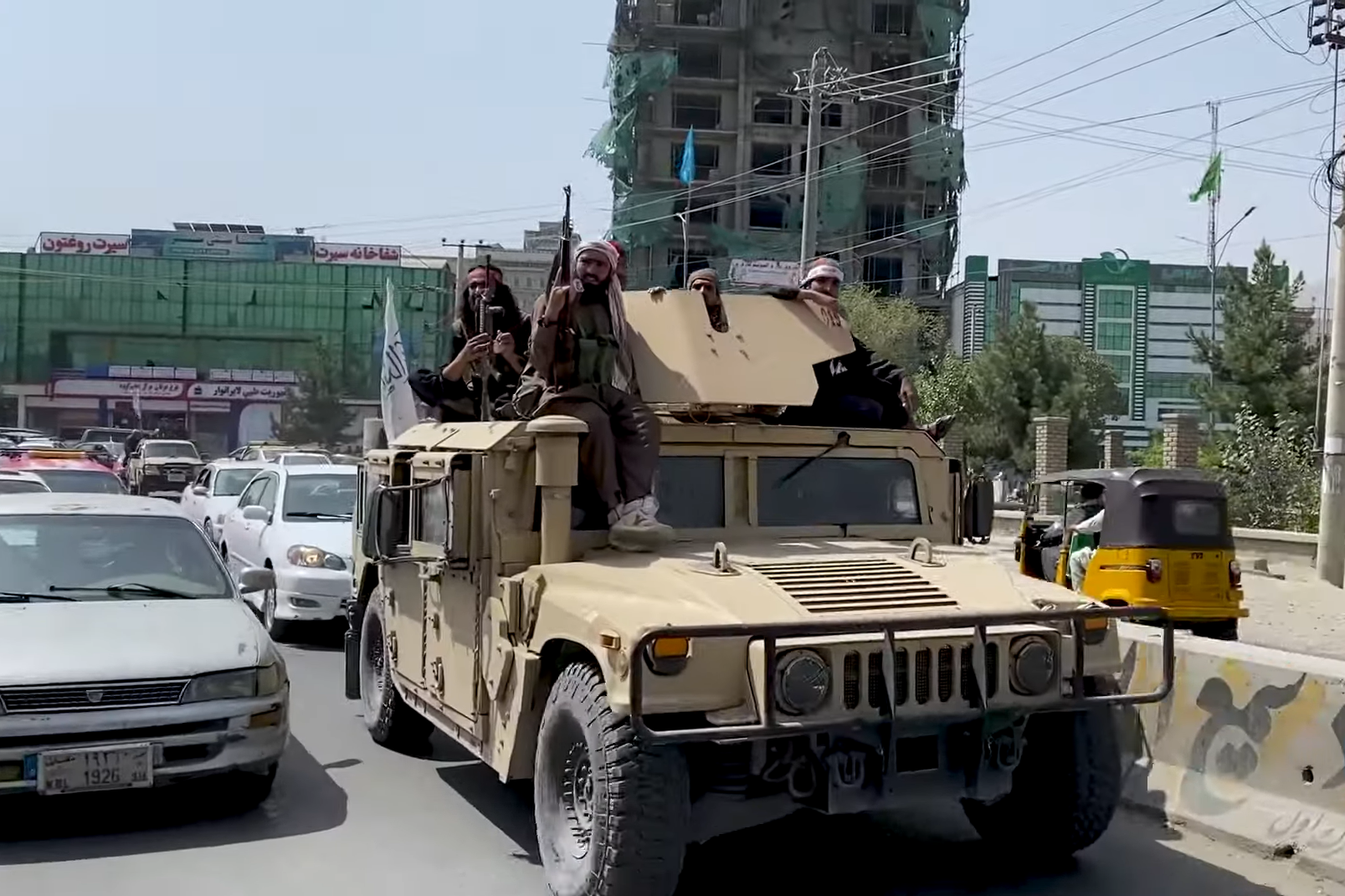
Talibowie na samochodzie Humvee po zdobyciu Kabulu

Talibowie rozpoczęli ogólnokrajową ofensywę w maju 2021 roku. Jednym z pierwszych celów ich ataku była zapora wodna w pobliżu Kandaharu, którą zdobyli 6 maja. Zdetonowali też bomby podłożone w podkopie pod bazą wojsk rządowych w Balabolouk, przez co zginęło 20 żołnierzy. W prowincji Baghlan około stu mundurowych poddało się talibom.
8 maja w Kabulu potrójny zamach bombowy wymierzony w szkołę dla dziewcząt zabił 86 osób; rząd oskarżył o ten atak talibów, lecz ci zaprzeczyli jakoby byli sprawcami zamachu. 24 maja w sześciu atakach w prowincji Badachszan zginęło 20 talibów i trzech afgańskich mundurowych. 30 maja talibowie zdobyli rządowe posterunki w Fajzabadzie.
Ogółem w maju 2021 w całym Afganistanie odnotowano 405 zabitych mundurowych i 260 cywilów, i był to najwyższy miesięczny bilans strat od lipca 2019 roku. Talibowie nie ujawniali swoich strat.
2 czerwca talibowie przejęli pięć posterunków sił rządowych w prowincji Nangarhar. 6 czerwca w Qaisar w prowincji Fajrab talibowie przeprowadzili skuteczny zamach na komisariat policji, po czym przejęli kontrolę nad dystryktem. Tego samego dnia wysadzono komisariat policji w Balchu. W dniach 4–10 czerwca talibowie zdobyli 11 dystryktów, zaś w dniach 18–24 czerwca kolejne 50 dystryktów, zwłaszcza w północnej części kraju. 22 czerwca talibowie zajęli główne przejście graniczne z Tadżykistanem, tego samego dnia armia kontratakowała pod Pol-e Chomri zabijając 17 talibów.
Ogółem w czerwcu 2021 w całym Afganistanie odnotowano 703 zabitych mundurowych i 208 cywilów. Afgańskie ministerstwo obrony informowało o zabiciu 1535 rebeliantów.
5 lipca talibowie rozpoczęli serię ataków na miasta w północnej części kraju. W ciągu dwóch tygodni ponad 1500 afgańskich żołnierzy uciekło przez granicę do Tadżykistanu. Ponad trzystu uchodźców przedostało się też do Iranu, lecz 9 lipca przejście graniczne z Iranem zostało przejęte przez talibów, którzy twierdzili, że opanowali 85% terytorium kraju. Według amerykańskiego dowództwa talibowie kontrolowali połowę dystryktów Afganistanu. Ogółem w lipcu 2021 w całym Afganistanie odnotowano 335 zabitych mundurowych i 189 cywilów.

### Zdobycie miast prowincjonalnych przez talibów
6 sierpnia 2021 talibowie zajęli położone w zachodniej części kraju miasto Zarandż, stolicę prowincji (wilajetu) Nimroz. Była to pierwsza stolica prowincji zdobyta przez talibów. Już następnego dnia padło miasto Szeberghan w północnej części kraju. 8 sierpnia talibowie zdobyli Kunduz, zaś 9 sierpnia bez walki przejęli miasto Ajbak. Natarcia talibów nie zdołała zatrzymać seria bombardowań przeprowadzonych przez Siły Powietrzne Stanów Zjednoczonych. Wobec pogarszającej się sytuacji USA wysłały do Kabulu 3000 żołnierzy mających ochraniać ewakuację ambasad. W ewakuacji miał też pomagać oddział brytyjski.
10 sierpnia padło Pol-e Chomri, 12 sierpnia Ghazni, zaś 13 sierpnia po ponad miesięcznym oblężeniu również Laszkargah. 14 sierpnia talibowie wkroczyli do Mazar-i Szarif, trzeciego co do wielkości miasta Afganistanu. Upadek Mazar-i Szarif oznaczał praktycznie koniec zorganizowanego oporu sił rządowych.

### Upadek Kabulu
14 sierpnia 2021 r. talibowie dotarli na rogatki miasta, gdzie się zatrzymali się zgodnie z wolą Abdula Ghaniego Beradara liczącego na bezkrwawe przekazanie władzy przy pośrednictwie byłego prezydenta Hamida Karzaja. Ten były przywódca Afganistanu uważał, że drogą kompromisu powinna zostać przywrócona królewska konstytucja z lat 60., w oparciu o którą zostałaby zwołana Wielka Dżirga, która wyłoniłaby nowy, rebeliancki rząd, któremu legalnie przekazałby władzę upadający rząd Aszrafa Ghaniego. W tym celu wygłosił w telewizji afgańskiej orędzie w którym prosił mieszkańców miasta o zachowanie spokoju, jednocześnie zapewniając o woli talibów do przejęcia władzy w sposób pokojowy.
Rano 15 sierpnia, gdy faktem dokonanym okazała się ucieczka prezydenta, członków aparatu bezpieczeństwa oraz rządu, zastępca szefa ochrony prezydenta zaapelował do Karzaja o podjęcie się pełnienia obowiązków prezydenta na ten czas, czemu polityk odmówił, gdyż chciał pozostać pierwszym od stu lat władcą afgańskim, który legalnie oddał władzę i nie został jej siłowo pozbawiony. Po południu tego samego dnia, w związku z nasilającymi się grabieżami i chaosem w mieście, Karzaj poinformował telefonicznie Beradara o konieczności wkroczenia talibów do miasta. 
W Kabulu nie toczono walk, a przywódcy talibów nakazali im nie atakować żołnierzy ani mieszkańców pozostających w stolicy. Ich delegacja udała się do siedzib administracji rządowej z zamiarem przyjęcia kapitulacji rządu, co okazało się niemożliwe w związku z ucieczką jego członków z kraju. Tego samego dnia talibowie przejęli też Dżalalabad.
16 sierpnia trwały wciąż ewakuacje przez śmigłowce z ambasady USA oraz ruch lotniczy z głównego lotniska Kabulu. W strzelaninie na lotnisku zginęło pięć osób. Tegoż dnia Taliban ogłosił „koniec wojny” w Afganistanie.

## Następstwa
Po upadku Kabulu minister spraw wewnętrznych Abdul Sattar Mirzakwal zapowiedział utworzenie „rządu tymczasowego” i dalsze negocjacje z talibami odnośnie do zaprzestania działań wojennych i stabilizacji kraju. Z przejętego studia telewizyjnego talibowie wezwali ludność do „zachowania spokoju” i powrotu do codziennej pracy. Twierdzili, że chcą pokoju, nie będą mścić się na dotychczasowych przeciwnikach i uszanują prawa kobiet, lecz wszystko to „w ramach prawa islamskiego”. Według relacji rosyjskiej agencji Sputnik, w pierwszych dniach po upadku Kabulu w stolicy nie działała większość sklepów i instytucji publicznych; wiele osób ruszyło do banków chcąc wypłacić swoje oszczędności; w niektórych dzielnicach odnotowywano pobicia, lecz w większości miasta panował względny porządek; kobietom zalecono by przez 2–3 dni nie wychodziły z domu.
19 sierpnia – w afgański Dzień Niepodległości – m.in. w Kabulu i Asadabadzie odbyły się demonstracje, których uczestnicy nieśli trójkolorowe flagi Afganistanu. Demonstracje zostały rozpędzone przez talibów.

## Reakcje międzynarodowe
- Stany Zjednoczone: Przewodniczący Kolegium Połączonych Szefów Sztabów generał Mark Milley wyraził obawy, że upadek rządu Afganistanu spowoduje przekształcenie tego kraju w bazę dla zagranicznych terrorystów (co było deklarowaną przyczyną inwazji w 2001)[30]. Prezydent Joe Biden powiedział, że decyzja o wycofaniu zagranicznych wojsk z Afganistanu była „konsultowana z sojusznikami i wszyscy się na nią zgodzili”[31].
- Rosja: MSZ Rosji oznajmiło, że przejęcie Afganistanu przez talibów było efektem porażki amerykańskiej strategii wobec tego kraju[potrzebny przypis].
- Chiny: MSZ ChRL zapewniło o nieingerencji w sprawy wewnętrzne Afganistanu i zaapelowało do talibów o prowadzenie „umiarkowanej polityki”[32]. Chiński wysłannik w ONZ wyraził nadzieję, że talibowie dotrzymają obietnic i nie będą ściągać do Afganistanu zagranicznych terrorystów[33].
- Polska: Kancelaria Premiera zapowiedziała ewakuację z Afganistanu około 100 osób, które współpracowały z Polskim Kontyngentem Wojskowym[potrzebny przypis]. Także organizacja Caritas zapowiedziała pomoc dla uchodźców afgańskich[34].